# Neochera chione
Neochera chione là một loài bướm đêm trong họ Erebidae.